# Complejo del Buen Pastor
El Complejo del Buen Pastor (en italiano Complesso del Buon Pastore) es un majestuoso complejo ubicado dentro de la reserva natural Valle dei Casali en Roma en el suburbio Gianicolense, en el  Municipio de Roma XII, en via di Bravetta 383 cerca de Villa Doria Pamphilj, y a poca distancia de la Villa York del siglo XVII, de Casal Ninfeo y Forte Bravetta. Diseñado por Armando Brasini, el edificio fue construido a partir de 1929, inaugurado en 1933 y modificado hasta 1943.El complejo, que costó entonces 25 millones de liras, fue creado para albergar la casa provincial de la congregación de las Hermanas de Nuestra Señora de la Caridad del Buen Pastor de Augiere, y más tarde fue hospital y sanatorio militar. Desde 1969 alberga instituciones educativas.

## Proyecto
La estructura se puede comparar con una verdadera ciudadela sagrada, una Jerusalén celestial, que está inspirada en la arquitectura medieval, renacentista y barroca.
Su arquitecto Armando Brasini, como en sus otras creaciones como el Ponte Flaminio y la Basílica del Sagrado Inmaculado Corazón de María, se basó con gran libertad en el repertorio de formas desarrollado a lo largo de los siglos por los arquitectos italianos, con la intención de recrear un estilo monumental. y decorativo que despertó asombro y asombro.

## Estructura
El complejo se desarrolla por aproximadamente 12.000 m² y se divide en una serie de edificios que encierran grandes patios porticados. Entre las edificaciones destaca la iglesia.
Toda la instalación, con capacidad para 2.000 personas, es perfectamente simétrica: el eje de simetría pasa por la entrada principal, el patio principal y la iglesia de planta central.
Los brazos laterales del primitivo convento, inclinados 30° respecto al eje principal, están formados por edificios en forma de peine entre los que se encuentran patios que dan aire y luz a las distintas plantas de los edificios que se extienden hasta una altura de alrededor de 12 m, igual a los tres niveles originales más un cuarto nivel agregado recientemente.
La fachada principal, perfectamente simétrica, se divide en una fachada central, de cuatro niveles con pórtico en la planta baja y logia en la superior, y fachadas laterales continuas pero rotadas que anuncian el desarrollo de las alas laterales inclinadas 30° respecto al eje principal del conjunto, que remata en dos elegantes azoteas .
El patio central del edificio, que se abre tras el arco de entrada, es sin duda el más importante. Ya desde la entrada podemos comprobar la gran capacidad de Brasini para crear un gran espacio articulado por fuertes influencias barrocas.
El ritmo arquitectónico del patio principal está dado en la planta baja por un pórtico perimetral delimitado por columnas toscanas pareadas que sostienen partes del entablamento. Arriba, los arcos de medio punto de travertino tienen el marco roto. En la planta superior se alternan ventanas arqueadas y vanos circulares, con marcos de estilo miguelangelesco.
Delante de la entrada, un ala convexa del pórtico anuncia el portal de entrada a la iglesia.
Columnas corintias pareadas en forma redonda sostienen un entablamento mixtilínea y enmarcan un gran arco sostenido por un orden más pequeño de columnas toscanas. Más allá y encima del patio se encuentra la cúpula con poderosas volutas y la alta aguja, que resume todas las partes del patio.

## Alteraciones estructurales
En otoño de 1975, el edificio fue privado de sus chapiteles de piedra serena, de varios metros de altura, por no ser seguros. En aquel momento, se optó por demoler y alterar una obra de arte en lugar de proceder a una restauración conservadora.
La cruz de bronce que adornaba la parte superior de la cúpula fue retirada en la década de 1990 tras los daños causados por un rayo.
A lo largo de los años, los ciudadanos han pedido en voz alta la restauración de los elementos arquitectónicos desaparecidos, intervención que aún no se ha llevado a cabo.

## Cultura

### Cine
Es muy querido por el cine y a menudo se utiliza como escenario de rodaje. Estas son algunas películas donde se filmaron algunas escenas en el complejo de edificios:
- Una vida violenta (1962), película de Paolo Heusch y Brunello Rondi basada en la novela homónima de Pier Paolo Pasolini .
- Fantozzi al rescate (1990), película de Neri Parenti.
- Como tú nadie jamás (1999), película de Gabriele Muccino.
- Il cartaio (2004), película de Dario Argento.
- Tres metros sobre el cielo (2004), película de Luca Lucini.
- Novela criminal (2005), película de Michele Placido.
- El padre de Giovanna (2008), película de Pupi Avati.
- Vallanzasca - Los ángeles del mal (2010), película de Michele Placido.
- Amanda Knox: Murder on Trial in Italy (EE. UU. 2011) película sobre el asesinato de Meredith Kercher del director Robert Dornhelm.
- Tutto tutto niente niente (2012), con Antonio Albanese.

• The Tears Maker (2024), de Alessandro Genovese basada en la novela homónima de Erin Doom.

### Televisión
La ficción televisiva también ha utilizado la estructura para algunas escenas de las siguientes series de televisión:
- Viso d'angelo (2011), miniserie de televisión dirigida por Eros Puglielli .
- Un médico de familia 9 (2014).
- Al final todo cambia (2016), décimo y último episodio de la octava temporada de la serie de televisión Squadra antimafia - Palermo Oggi, dirigida por Renato De Maria .
- No me dejes (2022), serie de televisión dirigida por Ciro Visco.